# الطويل (العقبة)
الطويل منطقة سكنية تقع في لواء القويرة، محافظة العقبة في الأردن. تنتمي المنطقة لقضاء الديسة الذي يضم 5 مناطق. يقدر عدد سكانها بـ 248 نسمة حسب إحصاء 2015.

## الوصلات الخارجية
- دائرة الاحصاءات العامة